# Dragan Primorac
Dragan Primorac (Banja Luka, 7. lipnja 1965.) hrvatski je političar, sveučilišni profesor i liječnik. Obnašao je dužnost ministar znanosti, obrazovanja i športa Republike Hrvatske u devetoj i desetoj Vladi Republike Hrvatske od 2003. do 2009. godine pod Ivom Sanaderom. U studenome 2009. izbačen je iz HDZ-a nakon kandidature na predsjedničkim izborima, na kojima osvaja 5,93 % u prvom krugu. Krajem srpnja 2024. godine najavio je još jednu kandidaturu za predsjednika Republike Hrvatske uz podršku HDZ-a i partnera. Ipak, na izborima je doživio težak poraz od Zorana Milanovića s tek nešto više od 25 % osvojenih glasova u drugome krugu, što je najlošiji rezultat nekog predsjedničkog kandidata u povijesti Hrvatske.
Trenutno obnaša dužnost predsjedavajućeg Odbora za međunarodne odnose Američke Akademije za forenzičke znanosti i predsjednika International Society of Applied Biological Science (ISABS). Predsjednik je Hrvatskog društva za humanu genetiku, Hrvatskog društva za personaliziranu medicinu, Hrvatskog klastera konkurentnosti za personaliziranu medicine i Upravnog vijeća Specijalne bolnice Sv. Katarina. Član je Vijeća Hrvatskog Olimpijskog odbora i Zdravstvene komisije Europskih olimpijskih odbora te potpredsjednik Hrvatskog taekwondo saveza.[nedostaje izvor]
Nastavnik je na Medicinskom fakultetu u Splitu, redoviti profesor u trajnom zvanju na MEF u Osijeku i naslovni redoviti profesor u Rijeci. Znanstveni je suradnik na Sveučilištu u New Havenu te Sveučilištu Penn State. Dodijeljeno mu je počasno zvanje profesora emeritusa na National Forensic Science University u Indiji.

## Školovanje i usavršavanje
Diplomirao na Medicinskom fakultetu Sveučilišta u Zagrebu, Studij u Splitu 1991. godine. Doktorsku disertaciju pod nazivom "Osteogenesis imperfecta kao posljedica pogreške u obradi glasničke RNA" obranio 1997. na Medicinskom fakultetu Sveučilišta u Zagrebu (rezultati doktorske dizertacije su izrađeni na Sveučilištu Connecticut, Medical School). Specijalist je pedijatar, subspecijalist iz medicinske genetike i stalni sudski vještak. Kao postdoktorand (engl. postdoctoral fellow), a potom i kao podučavatelj (engl. instructor), radio više godina na Sveučilištu Connecticut, Medical School, Farmington, SAD. Stručno se usavršavao pri Connecticut State Police Forensic Science Laboratory, Meriden, SAD, Armed Forces Institute of Pathology (AFIP), Rockville, SAD, Analytical Genetic Testing Center, Denver, SAD, University hospital St. Christopher's, Allegheny University, Philadelphia, SAD i Roche Molecular Systems, Alameda, SAD.

## Politička karijera

### Socijalistička Federativna Republika Jugoslavija
Učlanio se u Savez komunista Jugoslavije 1982. godine te je bio kandidat Gradskog komiteta Split Saveza komunista Hrvatske 1985. godine. Na upit je li bio članom Saveza komunista Jugoslavije za Index.hr rekao je: To je kao da me pitate jesam li rođen u bivšoj državi. Isto tako je činjenica da su baš svi u omladinu primani s 14 godina. Najbolji učenici, a među njima sam bio tijekom cijelog školovanja, automatski su predlagani i za članstvo u tada jedinoj stranci. Tako je bilo i u mojem slučaju. I to je sve o ovoj temi iako sam je tijekom svoje političke karijere višekratno pojasnio.

### Republika Hrvatska
Od prosinca 2003. godine do siječnja 2008. godine član je Vlade Republike Hrvatske i obnaša dužnost ministra znanosti, obrazovanja i športa. Prvi je hrvatski ministar odgovoran za rad cijele vertikale sustava obrazovanja (predškolski odgoj, osnovno, srednje i visoko obrazovanje), znanosti i sporta (do njegovog mandata tu su dužnost odvojeno obnašala dva ministra: ministar prosvjete i sporta te ministar znanosti i tehnologija). a prema istraživanjima američkog International Republican Institute (IRI) iz 2007. godine građani Republike Hrvatske su ga proglasili najuspješnijim ministrom u Vladi Republike Hrvatske s potporom građana od 31%. Rezultati u sustavu obrazovanja i znanosti tijekom njegova mandata doveli su do pozicioniranja Hrvatskog obrazovnog sustava na 22. mjesto na svijetu, čak ispred 12 država članica G20 skupine. Na parlamentarnim izborima 2007. godine bio je kandidat Hrvatske demokratske zajednice na listi za 11. izbornu jedinicu (lista za dijasporu), te je izborio zastupnički mandat s rezultatom od gotovo 82%. Mandat je stavio u mirovanje, a 12. siječnja 2008. ponovno je imenovan na dužnost ministra znanosti, obrazovanja i športa.
Zbog neslaganja s planiranim izdvajanjem za znanost, obrazovanje i sport, 1. srpnja 2009. godine, podnosi ostavku na ministarsku dužnost.
Od 25. rujna 2007. do 5. studenoga 2009. bio je član HDZ-a.

### Predsjednička kampanja 2009. godine
U studenom 2009. postaje kandidat za predsjednika Republike Hrvatske. U prvom krugu osvaja 117 042 glasova (5,93 %) te ne ulazi u drugi krug izbora.

### Predsjednička kampanja 2024. godine
Dana 30. srpnja 2024. objavio je svoju kandidaturu za predsjednika Republike Hrvatske kao nezavisni kandidat, a istog dana podržala ga je i stranka HDZ-a. Domovinski pokret odlučio je 16. rujna 2024. da će ga podržati kao kandidata za predsjednika Republike Hrvatske. Uz njih, dobio je i potporu HSLS-a, HDS-a, HNS-a, HSU-a i stranke Nezavisni 
Dana 31. listopada 2024. Primorac je javno pozvao šefa vojske i časnike HV-a da odbiju poslušnost predsjedniku RH i vrhovnom zapovjedniku Oružanih snaga, Zoranu Milanoviću. Milanović je to okarakterizirao kao državni udar. Dana 2. siječnja 2025. u objavi na Facebooku Primorac je Milanovića nazvao "neradnikom" i "slučajnim predsjednikom koji je na državnim jaslama otkad zna za sebe i koji o ekonomiji ne zna ništa".
Primorac je osvojio 19,35 % glasova u prvome krugu, čime je uspio ući u drugi krug. U drugome krugu osvojio je tek 25,32 % glasova, što je najlošiji rezultat u drugome krugu nekog predsjedničkog kandidata u povijesti Hrvatske.

## Sudjelovanje u radu društava, nagrade i priznanja
Odlukom Senata Sveučilišta Penn State postao je prvi nositelj titule “Global Penn State Ambassador” u povijesti tog Sveučilišta. Član je Američke akademije za sudsku medicinu i Hrvatske udruge Osteogenesis Imperfecta. Dobitnik je niza međunarodnih i domaćih priznanja, a među njima i Young Investigator Award (American Society for Bone and Mineral Research), Michael Geisman Fellowship Award (Osteogenesis Imperfecta Foundation), Nagrade grada Splita koju dijeli s prof. dr. Šimunom Anđelinovićem, Nagrade za životno djelo Instituta za forenzičke znanosti, Sveučilišta New Haven za doprinos razvoju forenzičkih znanosti, Nagrada talijanske regije Veneto za posebna postignuća i promicanje znanosti u EU. Počasni je građanin petoro gradova, a 2015. godine zbog iznimnih doprinosa u razvoju hrvatske i svjetske znanosti odlikovan je ordenom Reda Danice hrvatske s likom Ruđera Boškovića. Dana 5. listopada 2015. godine biva nagrađen Državnom nagradom za znanost, a 2018. i ordenom “Red Ante Starčevića” za sveukupni rad te iznimno uspješno promicanje međunarodnog položaja i ugleda Republike Hrvatske na području znanosti, obrazovanja i politike. Dana 14. lipnja 2019. zbog zasluga oko utemeljenja Kampusa Sveučilišta,[kojeg?] rektor Dragan Ljutić uručio mu je najviše priznanje – Povelju Sveučilišta.

## Znanstveni rad
Autor je više od 200 znanstvenih radova i kongresnih priopćenja od kojih je 90-ak zastupljeno u CC-u i SCI-ju. Kao pozvani predavač sudjelovao je na više od 200 znanstvenih i stručnih skupova. Autor je u više stručnih i nastavnih knjiga u RH, te u niz knjiga objavljenih u SAD-u. Sudjelovao je ili sudjeluje u dodiplomskoj nastavi na medicinskim fakultetima u Zagrebu, Splitu, Osijeku, i Rijeci te na znanstvenim i stručnim poslijediplomskim studijima medicinskih fakulteta u Zagrebu, Splitu, Osijeku i Veroni. 
Jedan je od utemeljitelja analize DNK u svrhu identifikacije skeletnih ostataka pronađenih u masovnim grobnicama. Suosnivač je Laboratorija za kliničku i sudsku genetiku KB Split, dugogodišnji član Vladinog ureda za poginule i nestale hrvatske branitelje, a do početka mandata ministra bio je član Područnog tehnologijskog vijeća Ministarstva, znanosti i tehnologije RH. Dvije je godine bio glavni koordinator međunarodnog projekta[kojega?] u koji je uključeno 6 europskih država[kojih?] s ciljem primjene i analize novih DNK sustava u svrhu identifikacija. Osnivač (1987.) je američko-europskog kongresa iz kliničke i sudske genetike koji se održava svake 2 godine u Hrvatskoj.
Autor je izvornih rezultata o genetičkom podrijetlu Europljana, a posebno je radio na genetičkom podrijetlu Hrvata te naroda Bosne i Hercegovine. Autor je niza radova iz područja forenzičkih znanosti, populacijske genetike, molekularne genetike skeletnih bolesti u djece itd. Radio je na Klinici za pedijatriju Kliničke bolnice Split te bio dugogodišnji voditelj laboratorija za kliničku i sudsku genetiku KB Split. Radio je i kao ravnatelj Poliklinike "Sveti Duh II", koja je u većinskom izraelskom vlasništvu. Bio je mentor u izradi petnaestak doktorskih disertacija,[nedostaje izvor] 3 magistarska rada i 2 diplomska rada.[nedostaje izvor] U području kliničke medicine poseban mu je interes personalizirana maedicina posebice regenerativina medicina, stanična terapija i farmakogenomika.

## Sportski rad
Trenirao je nogomet u podmlatku NK Hajduk te atletiku u AK "Split 80". 1987. godine osniva taekwondo klub Kocunar u Splitu. Bio je juniorski doprvak SFRJ u taekwondou. 2015. godine primljen je u američku Taekwondo Kuću slavnih, a 2018. godine predsjednik taekwondo Europe Sakis Pragalos mu uručuje WTE Gold medal zbog njegova doprinosa u razvoju taekwondoa.

## Vanjske poveznice
|  | Zajednički poslužitelj ima stranicu o temi Dragan Primorac |

- Tko je tko u hrvatskoj znanosti  Arhivirana inačica izvorne stranice od 10. srpnja 2008. (Wayback Machine).
- Hrvatska znanstvena bibliografija
- Službene stranice Dragana Primorca za predsjedničku kampanju